# Themes from William Blake’s The Marriage of Heaven and Hell
Themes from William Blake’s The Marriage of Heaven and Hell ist das vierte Studioalbum der norwegischen Band Ulver. Es ist eine Vertonung von William Blakes prophetischem Prosagedicht The Marriage of Heaven and Hell, erschien im Jahr 1998 als Doppelalbum bei Jester Records und wurde von Voices Music & Entertainment AS vertrieben.

## Entstehung und Veröffentlichung
Nach Nattens Madrigal – Aatte Hymne Til Ulven i Manden verließ der Gitarrist Torbjørn „Aismal“ Pedersen die Band, für ein neues Album wurde er durch Knut Magne Valle von Arcturus ersetzt. Außerdem wurde Tore Ylwizaker neues Bandmitglied. Bei den Aufnahmen zu Themes from William Blake’s The Marriage of Heaven and Hell wirkten zudem Stine Grytøyr, Ihsahn, Samoth, Fenriz (alle Gesang) und Falch (Scratching) mit. Das Album wurde von Ende 1997 bis Anfang 1998 in den Jester und Beep Jam Studios aufgenommen, von Børge Finstad und Tore Ylwizaker gemischt und von Audhild Johanne Rype bei Strype Audio gemastert. Kristoffer Rygg war der Produzent, Ylwizaker und Valle die Koproduzenten.
Auf CD erschien das Doppelalbum Ende 1998 als erste Veröffentlichung von Ryggs im selben Jahr gegründeten Plattenlabel Jester Records. Im Jahr 2012 wurde es in limitierter Auflage auf LP wiederveröffentlicht; hier wurden auf der vierten Seite mehrere Minuten Stille vor dem letzten Stück herausgeschnitten und die Reihenfolge zweier Stücke (Plates 21–22 und A Memorable Fancy Plates 22–24) versehentlich vertauscht.

## Titelliste
Dies ist Ulvers erstes englischsprachiges Album, denn die Liedtexte bestehen aus dem Originaltext von Williams Blakes The Marriage of Heaven and Hell. Die Titel der Stücke folgen Blakes Aufteilung seines Werks in Abschnitte bzw. auf Druckplatten.

### CD 1
1. The Argument Plate 2 – 4:03
2. Plate 3 – 2:48
3. Plate 3 – 1:33
4. The Voice of the Devil Plate 4 – 2:49
5. Plates 5–6 – 2:31
6. A Memorable Fancy Plates 6–7 – 4:24
7. Proverbs of Hell Plates 7–10 – 9:06
8. Plate 11 – 2:01
9. Intro – 3:26
10. A Memorable Fancy Plates 12–13 – 5:59
11. Plate 14 – 2:08
12. A Memorable Fancy Plate 15 – 4:51
13. Plates 16–17 – 3:17

### CD 2
1. A Memorable Fancy Plates 17–20 – 11:23
2. Intro – 2:27
3. Plates 21–22 – 3:11
4. A Memorable Fancy Plates 22–24 – 4:50
5. Intro – 3:59
6. A Song of Liberty Plates 25-27/Chorus – 26:23

## Stil
Nach der in Folk und Black Metal verwurzelten Trilogie aus Bergtatt – Et Eeventyr i 5 Capitler, Kveldssanger und Nattens Madrigal begannen Ulver Ende der 1990er (wie mit Arcturus, Solefald und Dødheimsgard auch weitere norwegische Bands zu dieser Zeit) die Grenzen ihres Genres auszuloten und zu überschreiten. Komposition, Instrumentierung und Gesang auf Themes from William Blake’s The Marriage of Heaven and Hell sind sehr abwechslungsreich. Es gibt sphärische, eingängige und aggressive Passagen mit Klangflächen, elektronischen Effekten, verzerrten Gitarren oder Drumloops, mit Chören, Geflüster, Sprechgesang oder elektronisch verfremdeten Stimmen. Es finden sich Einflüsse aus Folk, Psychedelic Rock, Progressive Rock, Industrial Metal, Big Beat, Trip-Hop und Ambient.

## Rezeption
Die Reaktionen der Presse auf das Album waren meist sehr positiv, es war beispielsweise Album des Monats Januar 1999 im deutschen Metal Hammer. Captain Chaos von vampster hält es für „etwas zerfahren“, lobt es jedoch auch als „wegweisend“ und vergleicht es mit La Masquerade Infernale von Arcturus. Auf metal.de wird ebenso festgestellt, „wem ‘La Masquerade Infernale’ in seiner Komplexität gefallen hat, der darf auch hier bedenkenlos zugreifen“.
Für Gunnar Claußen von den Babyblauen Seiten ist Themes from William Blake’s The Marriage of Heaven and Hell „eine anderthalbstündige Achterbahnfahrt durch Stimmungen, Ideen, Stile und Versatzstücke, so herrlich modern und abgedreht und gleichzeitig so einladend und melodiös“. Wolf-Rüdiger Mühlmann vom Rock Hard bezeichnet das Album als „eine Entdeckung, wie es sie seit Ewigkeiten, vielleicht seit Pink Floyd nicht mehr gegeben hat“.
Nachdem Themes… im Jahr 2001 Teil eines Geschenkpakets zur Hochzeit von Haakon von Norwegen mit Mette-Marit Tjessem Høiby war, gerieten Ulver wegen ihres angeblich satanistischen Hintergrundes in die Schlagzeilen.